# Escort (professione)

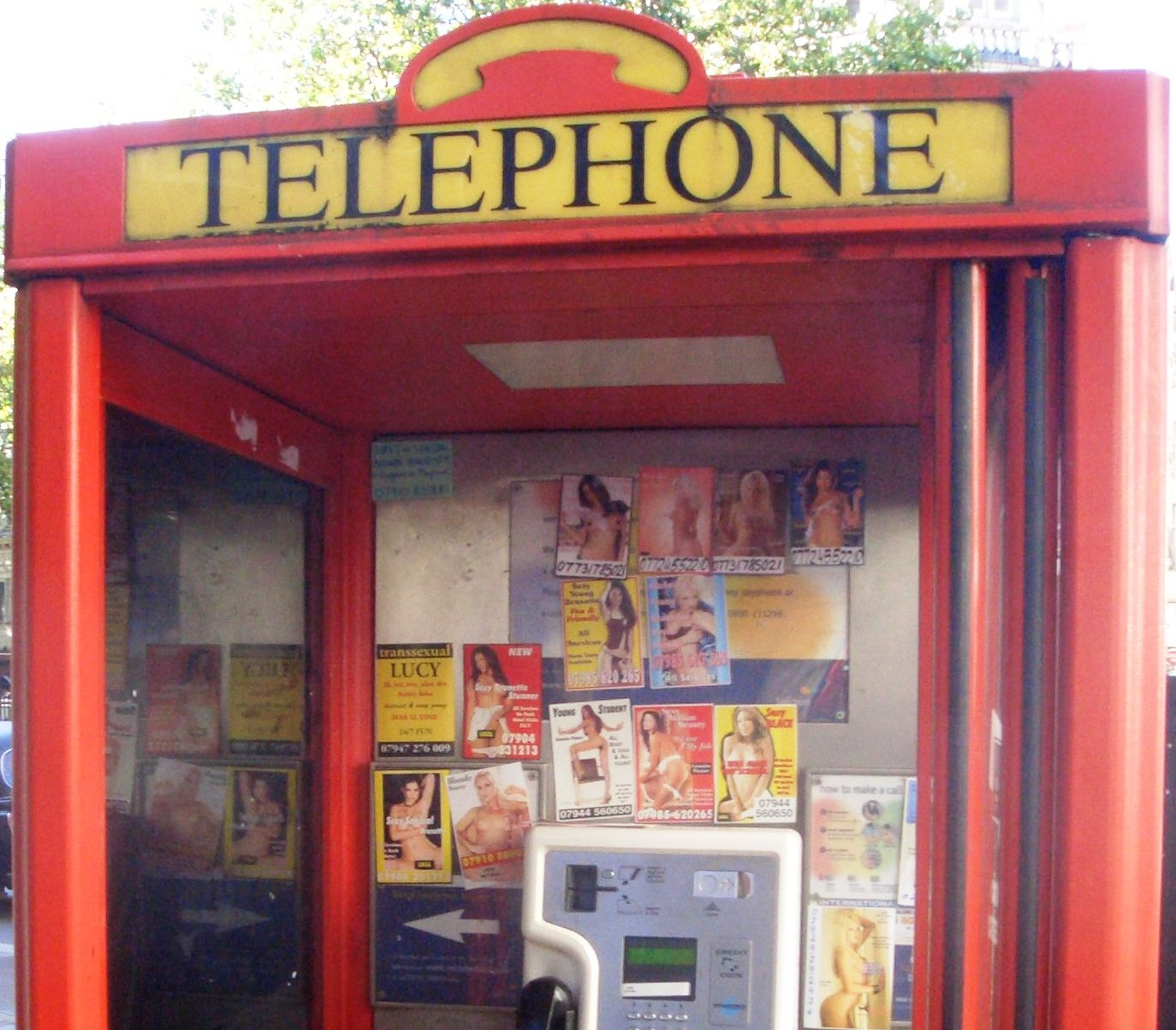
Tart cards per call girls in una cabina telefonica britannica

Una escort (in lingua inglese call girl, in italiano squillo o accompagnatrice) è una lavoratrice che fornisce servizi di natura sentimentale e sessuale, la cui attività può essere talvolta gestita da una agenzia di escort.

## Descrizione
Tali professioniste pubblicano annunci su riviste, quotidiani o su internet tramite siti  specializzati quindi i clienti prendono appuntamenti mediante contatti telefonici o telematici in genere. Solitamente si pubblicizzano attraverso piccoli annunci in riviste specializzate e via internet. Possono lavorare all'interno di un'abitazione dove il cliente le incontra. Tante pornostar svolgono quest'attività.
Molte agenzie e pure escort indipendenti hanno il loro sito telematico specifico. Dall'avvento di internet la pubblicità delle prestazioni offerte ha diffuso in maniera notevole l'attività di escort. Solitamente una serie di fotografie e brevi video mostrano l'estetica della persona mentre un testo esplicita i servizi offerti con relative tariffe in denaro e numeri telefonici ai quali rivolgersi pure tramite messaggi di telefonia mobile.